# Buck Griffin
Albert C. „Buck“ Griffin (* 23. Februar 1923 in Corsicana, Texas; † 14. Februar 2009 in Sayre, Oklahoma) war ein US-amerikanischer Country- und Rockabilly-Musiker, der seine Karriere in den 1950er Jahren startete.

## Leben

### Kindheit und Jugend
Buck Griffin wuchs in Oklahoma und Missouri auf. Den Spitznamen „Buck“ (engl. für Bock oder Esel) erhielt er von seinem Vater. Mit zwölf Jahren lernte er Gitarre spielen, ein paar Jahre später gründete er seine erste eigene Band, die auf Schulveranstaltungen auftrat. Nach der Schule arbeitete er auf den Ölfeldern in Kansas, wo er in Honky Tonks auftrat. Zugleich erhielt er bei dem Radiosender WKY sein eigenes nächtliches Radioprogramm.

### Karriere
Nach dem Tod des Countrystars Hank Williams, der Griffin stark beeinflusste, lernte er Joe Leonard kennen, den Besitzer eines Radiosenders in Gainesville, Texas, sowie der Lin Records. Griffin unterzeichnete bei ihm und nahm 1954 seine ersten beiden Platten, I Don’t Make No Nevermind und Meadowlark Boogie, im Studio des Radiosenders WFAA in Dallas auf. Jedoch blieben diese weitgehend unbeachtet von der Öffentlichkeit.
Seine nächsten Platten jedoch wurden erfolgreicher und Griffin ermöglichte dies mit Stars wie Red Foley und Marty Robbins aufzutreten. Im Radio waren seine Singles kurzzeitig unter den meistgespielten Singles. Als Songwriter war Griffin aber weitaus erfolgreicher. Sein Let’s Elope Baby wurde von Rockabillystars wie Wade Ray und Janis Martin erfolgreich aufgenommen. Nach einem Auftritt in dem Big D Jamboree wurde Griffin von den MGM Records unter Vertrag genommen. Dort entwickelte er sich zum Rockabilly hin und veröffentlichte heutige Klassiker wie den Stutterin Papa. Zudem trat er mit dem späteren Countrystar Conway Twitty auf.
1960 lief der Vertrag bei den MGM Records aus; danach nahm er für verschiedene kleine Label einige unbedeutende Platten auf. Bis in die 1970er Jahre hinein veröffentlichte er Titel, danach setzte er sich zur Ruhe. In seinen letzten Lebensjahren hatte Griffin zunehmend mit gesundheitlichen Problemen zu kämpfen.
Buck Griffin starb am 14. Februar 2009 im Alter von 85 Jahren in einem Krankenhaus in Sayre, Oklahoma.

## Diskographie

### Singles
| 1954                    | It Don’t Make No Never Mind / Meadowlark Boogie                     | Lin Records                        |
| 1954                    | Rollin' Tears / One Day after Payday                                | Lin Records                        |
| 1954                    | Going Home All Alone / Lookin' for the Green                        | Lin Records                        |
| 1955                    | Next to Mine / Lord Give Me Strength                                | Lin Records                        |
| 1955                    | Bawlin' and Squallin' / Let’s Elope, Baby                           | Lin Records                        |
| 1955                    | Go-Stop-Go / Cochise                                                | Lin Records                        |
| 1956                    | Little Dan / Neither Do I                                           | Lin Records                        |
| 1956                    | Stutterin' Papa / Watchin' the 7:10 Roll By                         | MGM Records                        |
| 1957                    | Bow My Back / Old Bee Tree                                          | MGM Records                        |
| 1957                    | Jessie Lee / You’ll Never Come Back                                 | MGM Records                        |
| 1958                    | The Party / Every Night                                             | Metro Records                      |
| 1962                    | Pretty Lou / Girl in 1209                                           | Hollyday Inn Records               |
| 196?                    | First Man to Stand on the Moon / 26 Steps                           | Lin Records                        |
| 196?                    | Too Many Honky Tonks /?                                             | Rotary Records                     |
| 196?                    | I Can’t Keep My Wheels on the Ground / Flashing Lights, Wine and Me | Rotary Records                     |
| 196?                    | One Day After Payday / No More Fun                                  | Rotary Records                     |
| 196?                    | Green River Towns / Greener Pastures                                | Rotary Records                     |
| 1964                    | Viet Nam / Drinkin' with the Blues                                  | Foundation Records                 |
| Unveröffentlichte Titel |                                                                     |                                    |
|                         | - Broken Heart With Alimony                                         | MGM Records (nicht veröffentlicht) |

### Alben
- 1995: Let’s Elope Baby (Bear Family Werkausgabe)